# Mikkel Poulsen
Mikkel Adrup Poulsen (Hvidovre, 17 de octubre de 1984) es un deportista danés que compite en curling.
Ganó una medalla de plata en el Campeonato Mundial de Curling Masculino de 2016 y tres medallas en el Campeonato Europeo de Curling entre los años 2007 y 2011.
Participó en tres Juegos Olímpicos de Invierno, entre los años 2010 y 2018, ocupando el sexto lugar en Sochi 2014, en la prueba masculina.

## Palmarés internacional
| Campeonato Mundial | Campeonato Mundial | Campeonato Mundial | Campeonato Mundial |
| Año                | Lugar              | Medalla            | Prueba             |
| ------------------ | ------------------ | ------------------ | ------------------ |
| 2016               | Basilea (Suiza)    | Medalla de plata   | Equipo             |
| Campeonato Europeo |                    |                    |                    |
| Año                | Lugar              | Medalla            | Prueba             |
| 2007               | Füssen (Alemania)  | Medalla de bronce  | Equipo             |
| 2010               | Champéry (Suiza)   | Medalla de plata   | Equipo             |
| 2011               | Moscú (Rusia)      | Medalla de bronce  | Equipo             |